# 比福德 (喬治亞州)
比福德（英語：Buford）是一個位於美國喬治亞州格威內特縣和霍爾縣的城市。

## 地理
比福德的座標為34°07′01″N 83°59′55″W / 34.11694°N 83.99861°W，而該地的平均海拔高度為361米（即1184英尺）。

## 人口
根據2010年美國人口普查的數據，比福德的面積為44.26平方千米，當中陸地面積為44.06平方千米，而水域面積為0.20平方千米。當地共有人口12225人，而人口密度為每平方千米276.21人。